# Tomoyuki Arakawa
Tomoyuki Arakawa é um matemático japonês, professor da Universidade de Quioto.
Foi palestrante convidado do Congresso Internacional de Matemáticos no Rio de Janeiro (2018: Representation theory of W-algebras and Higgs branch conjecture).